# Лаура Виноградова
Лаура Виноградова (на латвийски: Laura Vinogradova) е латвийска писателка на произведения в жанровете драма и детска литература.

## Биография и творчество
Лаура Виноградова, с рожд. име Лаура Талберга, е родена на 31 май 1984 г. в селището Попе, район Вентспилс, Латвия. Следва специалност „Бизнес мениджмънт“ в Техническия университет в Рига.
Започва да пише на 30-годишна възраст. Печели наградата за проза „Kurzeme“ през 2016 г.
Първата ѝ книга, историята за деца „Snīpulītis no Snīpuļciema“ (Бебешкият дълъг нос от селото с дълги носове), е издадена през 2017 г.
Следващата година са издадени 2 сборника с разкази: „izelpas“ (издишвания) и „Lāču kalns“ (Мечият хълм). Сборникът „Мечият хълм“ е посветен на родното ѝ място и е номиниран за годишната награда за латвийска литература.
През 2019 г. са публикувани книгите ѝ за деца в 2 тома „Mežpasakas“ (Приказки от гората).
Първият ѝ роман „Upe“ (Реката) е издаден през 2020 г. Главната героиня Руте има проспериращ живот, но душата ѝ е изпълнена с празнота, нетърпима от спомени за тежкото ѝ детство, копнеж по отдавна изчезналата ѝ сестра, болезнени мисли за майка ѝ в затвора и неспособността ѝ да да се отвори за хора, най-близки до нея, включително и съпруга ѝ. Когато получава от непознатия си баща наследствена селска къща на брега на реката, тя се премества в нея и реката става нейната символична сестра. Книгата получава наградата за литература на Европейския съюз за 2021 г. и годишната награда за латвийска литература.
От 2018 г. е член на Латвийския съюз на писателите. От 2020 г. работи в Музея на литературата и музиката в Рига.
Лаура Виноградова живее със семейството си в Рига.

## Произведения

### Самостоятелни романи
- Upe (2020) – награда за литература на Европейския съюз

### Новели
- Lapsa. Pasaka pieaugušajiem (2017)

### Сборници
- izelpas (2018)
- Lāču kalns (2018)

### Детска литература
- Snīpulītis no Snīpuļciema (2017)
- Mežpasakas. Par Meža Susuri, skudrām, Vilceni un Pūces Bērnu (2019)
- Mežpasakas. Par Zalktēnu un stirnu meitenēm (2019)